# Sean Devereux

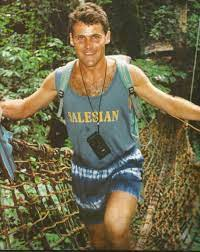
Devereux (1993)

Sean Devereux (* 1964; † 2. Januar 1993 in Kismayu), in Afrika auch Mr. Sean, war ein englischer salesianischer Volontär, Missionar und Entwicklungshelfer, der mit Kindern in Liberia und Somalia arbeitete. Er wurde 1993 im Auftrag von somalischen Warlords in Kismayu, Somalia, ermordet. 

## Leben
Er lebte zunächst in Yateley bei Camberley in Surrey. Von dort aus besuchte er von 1975 bis 1982 das salesianische Kolleg in Farnborough. Er entschied sich, Lehrer zu werden, studierte dazu an der Universität Birmingham und machte 1985 seine Examen in Geographie und Sport. In Exeter schloss er seine Studien im Jahr darauf mit dem PGCE ab. 
Devereux unterrichtete ab 1986 an der salesianischen Schule in Chertsey, Surrey, wo er als Sportlehrer auch die Rugby- und Cricket-Mannschaften organisierte. Er war ein Salesianischer Mitarbeiter Don Boscos und ein Mitglied der Vereinigung der ehemaligen Schüler der Salesianer Don Boscos. Er engagierte sich insbesondere in der internationalen Jugendarbeit der Salesianer.
Im Februar 1989 ging Devereux als Volontär nach Liberia und arbeitete dort an der St. Francis School in Tappita. 1990 wurde die Schule aufgrund des Bürgerkriegs geschlossen. Dennoch blieb Devereux im Auftrag der Vereinten Nationen im Land, um an einem Flüchtlingsprogramm mitzuarbeiten. Als der Bürgerkrieg 1992 eskalierte, evakuierten die Vereinten Nationen alle Mitarbeiter aus Liberia. Die UNICEF lud Devereux ein, in Sierra Leone weiter zu arbeiten. Schließlich ging er ebenfalls im Auftrag der UNICEF im September 1992 nach Somalia. Dort war er das erste ausländische Todesopfer eines Anschlags seit dem Einmarsch der US-amerikanischen Truppen im Monat zuvor. 
Es wurde von verschiedenen Seiten berichtet, dass Devereux den Medien zuvor Augenzeugenberichte übermittelt hatte, die er über Massaker erhalten hatte, die am Tag vor der Landung der US-Truppen in Somalia stattgefunden haben sollen.
Er wurde in seiner Heimatpfarrei in England beerdigt.

## Würdigung
In Somalia selbst nannte man die wieder aufgebaute Brücke über den Fluss Juba in Bur Koy durch die US-amerikanischen Militärs und die örtlichen Repräsentanten bei der Einweihung offiziell nach Sean Devereux. 
Der damalige UN-Generalsekretär Boutros Boutros-Ghali veröffentlichte einen Nachruf: 
“In adverse, and often dangerous circumstances Sean showed complete dedication to his work. His colleagues admired his energy, his courage, and his compassion. Sean was an exemplary staff member and gave his life serving others, in the true spirit of the United Nations. Sean was a real soldier of Peace.”
Der iranische Drehbuchautor Hossein Amini schrieb basierend auf dem Leben von Devereux 1992 sein erstes Fernsehstück mit dem Titel The Dying of the Light.
In Yateley benannte man einen Park nach ihm. 
Mit seinem Namen ist heute auch der Sean Devereux Children's Fund verbunden.